# Saint-Coulitz
 Saint-Coulitz  (en bretón Sant-Kouled) es una población y comuna francesa, situada en la región de Bretaña, departamento de Finisterre, en el distrito de Châteaulin y cantón de Châteaulin.

## Demografía
| 415 | 357 | 372 | 348 | 354 | 386 |
| Para los censos de 1962 a 1999 la población legal corresponde a la población sin duplicidades (Fuente: INSEE [Consultar]) |     |     |     |     |     |